# Safareig públic de Talarn
El Safareig públic de Talarn és una obra de Talarn (Pallars Jussà) inclosa a l'Inventari del Patrimoni Arquitectònic de Catalunya.

## Descripció
Safareig rodó mig cobert per un badiu semicircular format per un mur de carreus de pedra reblats i arrebossats. Tres pilars d'obra suporten una coberta de teula àrab que antigament deuria tenir estructura de fusta. Clou el cercle un mur de pedra de poca alçada i aquests es presenta arrebossat amb ciment de pòrtland. Forma part del conjunt d'abastament d'aigües de la Font de Caps.

## Història
El 1770 es canalitza l'aigua fins a la font de Caps, i 22 anys més tard es finalitza la construcció.